# Puchar Świata w Rugby 1995
Puchar Świata w Rugby 1995 – trzeci Puchar Świata, zawody o randze mistrzostw świata w rugby union, rozgrywane co cztery lata. Turniej w dniach 25 maja–24 czerwca 1995 roku rozegrano w Republice Południowej Afryki, a zwycięsko wyszli z niego gospodarze. Południowoafrykański Puchar Świata był ostatnim turniejem z udziałem 16 zespołów.

## Stadiony
| Miasto         | Stadion              | Pojemność |
| -------------- | -------------------- | --------- |
| Johannesburg   | Ellis Park           | 62 000    |
| Pretoria       | Loftus Versfeld      | 50 000    |
| Kapsztad       | Newlands             | 50 000    |
| Durban         | Kings Park Stadium   | 50 000    |
| Port Elizabeth | Boet Erasmus Stadium | 38 950    |
| Bloemfontein   | Free State Stadium   | 40 000    |
| Rustenburg     | Olympia Park         | 30 000    |
| East London    | Basil Kenyon Stadium | 22 000    |
| Stellenbosch   | Danie Craven Stadium | 16 000    |

## Faza grupowa
16 drużyn uczestniczących w Pucharze Świata podzielonych zostało na 4 grupy liczące 4 drużyn. O awansie do 1/4 finału decydowała suma punktów zgromadzonych w 3 meczach rozgrywanych w grupie w systemie „każdy z każdym”. Awans do 1/4 finału uzyskiwały dwie najlepsze drużyny z każdej grupy.

### Faza grupowa

#### Grupa A
| Drużyna           | Wygrane | Remisy | Porażki | Punkty |
| ----------------- | ------- | ------ | ------- | ------ |
| Południowa Afryka | 3       | 0      | 0       | 9      |
| Australia         | 2       | 0      | 1       | 7      |
| Kanada            | 1       | 0      | 2       | 5      |
| Rumunia           | 0       | 0      | 3       | 3      |

| 25 maja 1995 | Południowa Afryka                       | 27:18 | Australia                             | Newlands Stadium, Kapsztad Widzów: 51 000 Sędzia: Derek Bevan |
| 25 maja 1995 | Stransky 22 (P pd dg 4K) Hendriks 5 (P) | 27:18 | Lynagh 13 (P pd 2K) Phil Kearns 5 (P) | Newlands Stadium, Kapsztad Widzów: 51 000 Sędzia: Derek Bevan |

| 26 maja 1995 | Kanada                                                   | 34:3 | Rumunia         | Boet Erasmus Stadium, Port Elizabeth Widzów: 18 000 Sędzia: Colin Hawke |
| 26 maja 1995 | Rees 16 (2pd 4K) Charron 5 (P) McKenzie 5 (P) Snow 5 (P) | 34:3 | Nichtean 9 (3K) | Boet Erasmus Stadium, Port Elizabeth Widzów: 18 000 Sędzia: Colin Hawke |

| 30 maja 1995 | Południowa Afryka                  | 21:8 | Rumunia                        | Newlands Stadium, Kapsztad Widzów: 35 000 Sędzia: Ken McCartney |
| 30 maja 1995 | Johnson 11 (pd 3K) Richter 10 (2P) | 21:8 | Guranescu 5 (P) Ivancuic 3 (K) | Newlands Stadium, Kapsztad Widzów: 35 000 Sędzia: Ken McCartney |

| 31 maja 1995 | Australia                                        | 27:11 | Kanada                    | Boet Erasmus Stadium, Port Elizabeth Widzów: 15 000 Sędzia: Patrick Robin |
| 31 maja 1995 | Lynagh 17 (P 3pd 2K) Tamanivalu 5 (P) Roff 5 (P) | 27:11 | Rees 6 (2K) Charron 5 (P) | Boet Erasmus Stadium, Port Elizabeth Widzów: 15 000 Sędzia: Patrick Robin |

| 3 czerwca 1995 | Australia                                                          | 42:3 | Rumunia        | Danie Craven Stadium, Stellenbosch Widzów: 15 000 Sędzia: Naoki Saito |
| 3 czerwca 1995 | Burke 9 (P 2pd) Eales 8 (4pd) Smith 5 (P) Wilson 5 (P) Foley 5 (P) | 42:3 | Ivancuic 3 (K) | Danie Craven Stadium, Stellenbosch Widzów: 15 000 Sędzia: Naoki Saito |

| 3 czerwca 1995 | Południowa Afryka                    | 20:0 | Kanada | Boet Erasmus Stadium, Port Elizabeth Widzów: 31 000 Sędzia: David McHugh |
| 3 czerwca 1995 | Richter 10 (2P) Stransky 10 (2pd 2K) | 20:0 |        | Boet Erasmus Stadium, Port Elizabeth Widzów: 31 000 Sędzia: David McHugh |

#### Grupa B
| Drużyna         | Wygrane | Remisy | Porażki | Punkty |
| --------------- | ------- | ------ | ------- | ------ |
| Anglia          | 3       | 0      | 0       | 9      |
| Samoa Zachodnie | 2       | 0      | 1       | 7      |
| Włochy          | 1       | 0      | 2       | 5      |
| Argentyna       | 0       | 0      | 3       | 3      |

| 27 maja 1995 | Włochy                                             | 18:42 | Samoa Zachodnie                                              | Basil Kenyon Stadium, East London Widzów: 11 000 Sędzia: Joël Dumé |
| 27 maja 1995 | Domínguez 8 (pd dg K) Cuttitta 5 (P) Vaccari 5 (P) | 18:42 | Harder 15 (3P) Kellet 12 (P 2pd K) Lima 10 (2P) Tatupu 5 (P) | Basil Kenyon Stadium, East London Widzów: 11 000 Sędzia: Joël Dumé |

| 27 maja 1995 | Argentyna                         | 18:24 | Anglia             | Kings Park Stadium, Durban Widzów: 30 000 Sędzia: Jim Fleming |
| 27 maja 1995 | Arbizu 13 (P pd 2K) Noriega 5 (P) | 18:24 | Andrew 24 (2dg 6K) | Kings Park Stadium, Durban Widzów: 30 000 Sędzia: Jim Fleming |

| 30 maja 1995 | Samoa Zachodnie                                         | 32:26 | Argentyna                                               | Basil Kenyon Stadium, East London Widzów: 11 000 Sędzia: David Bishop |
| 30 maja 1995 | Kellet 17 (pd 5K) Harder 5 (P) Lam 5 (P) Leaupepe 5 (P) | 32:26 | Cilley 16 (2pd 4K) Crexwell 5 (P) karne przyłożenie – 5 | Basil Kenyon Stadium, East London Widzów: 11 000 Sędzia: David Bishop |

| 31 maja 1995 | Anglia                                                  | 27:20 | Włochy                                             | Kings Park Stadium, Durban Widzów: 21 000 Sędzia: Stephen Hilditch |
| 31 maja 1995 | Andrew 17 (pd 5K) R. Underwood 5 (P) T. Underwood 5 (P) | 27:20 | Domínguez 10 (2pd 2K) Cuttitta 5 (P) Vaccari 5 (P) | Kings Park Stadium, Durban Widzów: 21 000 Sędzia: Stephen Hilditch |

| 4 czerwca 1995 | Argentyna                                    | 25:31 | Włochy                                             | Basil Kenyon Stadium, East London Widzów: 11 000 Sędzia: Clayton Thomas |
| 4 czerwca 1995 | Cilley 10 (P pd K) Corral 5 (P) Martin 5 (P) | 25:31 | Domínguez 21 (P 2pd 4K) Gerosa 5 (P) Vaccari 5 (P) | Basil Kenyon Stadium, East London Widzów: 11 000 Sędzia: Clayton Thomas |

| 4 czerwca 1995 | Anglia                                                       | 44:22 | Samoa Zachodnie                               | Kings Park Stadium, Durban Widzów: 20 000 Sędzia: Patrick Robin |
| 4 czerwca 1995 | R. Underwood 10 (2P) Back 5 (P) Callard 5 (pd K) Catt 3 (dg) | 44:22 | Sini 10 (2P) Faʻamasino 7 (2pd K) Umaga 5 (P) | Kings Park Stadium, Durban Widzów: 20 000 Sędzia: Patrick Robin |

#### Grupa C
| Drużyna       | Wygrane | Remisy | Porażki | Punkty |
| ------------- | ------- | ------ | ------- | ------ |
| Nowa Zelandia | 3       | 0      | 0       | 9      |
| Irlandia      | 2       | 0      | 1       | 7      |
| Walia         | 1       | 0      | 2       | 5      |
| Japonia       | 0       | 0      | 3       | 3      |

| 27 maja 1995 | Japonia     | 10:57 | Walia                                                                              | Free State Stadium, Bloemfontein Widzów: 12 000 Sędzia: Efrahim Sklar |
| 27 maja 1995 | Ota 10 (2P) | 10:57 | N. Jenkins 22 (5pd 4K) G. Thomas 15 (3P) I. Evans 10 (2P) Moore 5 (P) Taylor 5 (P) | Free State Stadium, Bloemfontein Widzów: 12 000 Sędzia: Efrahim Sklar |

| 27 maja 1995 | Irlandia                                                | 19:43 | Nowa Zelandia                                                             | Ellis Park, Johannesburg Widzów: 38 000 Sędzia: Wayne Erickson |
| 27 maja 1995 | Corkery 5 (P) McBride 5 (P) Halpin 5 (P) Elwood 4 (2pd) | 19:43 | Mehrens 18 (3pd 4K) Lomu 10 (2P) Bunce 5 (P) Kronfeld 5 (P) Osborne 5 (P) | Ellis Park, Johannesburg Widzów: 38 000 Sędzia: Wayne Erickson |

| 31 maja 1995 | Irlandia                                                                              | 50:28 | Japonia                                                         | Free State Stadium, Bloemfontein Widzów: 15 000 Sędzia: Stef Neethling |
| 31 maja 1995 | Burke 15 (6pd K) Corkery 5 (P) Francis 5 (P) Geoghegan 5 (P) Halvey 5 (P) Hogan 5 (P) | 50:28 | Yoshida 8 (4pd) Hirao 5 (P) Izawa 5 (P) Latu 5 (P) Takura 5 (P) | Free State Stadium, Bloemfontein Widzów: 15 000 Sędzia: Stef Neethling |

| 31 maja 1995 | Nowa Zelandia                                                   | 34:9 | Walia             | Ellis Park, Johannesburg Widzów: 38 000 Sędzia: Ed Morrison |
| 31 maja 1995 | Mehrtens 19 (2pd dg 4K) Ellis 5 (P) Kronfeld 5 (P) Little 5 (P) | 34:9 | Jenkins 9 (dg 2K) | Ellis Park, Johannesburg Widzów: 38 000 Sędzia: Ed Morrison |

| 4 czerwca 1995 | Japonia                           | 17:145 | Nowa Zelandia | Free State Stadium, Bloemfontein Widzów: 17 000 Sędzia: George Gadjovic |
| 4 czerwca 1995 | Kajihara 10 (2P) Hirose 7 (2pd K) | 17:145 | Culhane 45 (P 20pd) Ellis 30 (6P) Rush 15 (3P) Wilson 15 (3P) R. Brooke 10 (2P) Osborne 10 (2P) Dowd 5 (P) Henderson 5 (P) Ieremaia 5 (P) Loe 5 (P) | Free State Stadium, Bloemfontein Widzów: 17 000 Sędzia: George Gadjovic |

| 4 czerwca 1995 | Irlandia                                                     | 24:23 | Walia                                                                | Ellis Park, Johannesburg Widzów: 35 000 Sędzia: Ian Rogers |
| 4 czerwca 1995 | Elwood 9 (3pd K) Halvey 5 (P) McBride 5 (P) Popplewell 5 (P) | 24:23 | N. Jenkins 10 (2pd 2K) Humphreys 5 (P) Taylor 5 (P) A. Davies 3 (dg) | Ellis Park, Johannesburg Widzów: 35 000 Sędzia: Ian Rogers |

#### Grupa D
| Drużyna                  | Wygrane | Remisy | Porażki | Punkty |
| ------------------------ | ------- | ------ | ------- | ------ |
| Francja                  | 3       | 0      | 0       | 9      |
| Szkocja                  | 2       | 0      | 1       | 7      |
| Tonga                    | 1       | 0      | 2       | 5      |
| Wybrzeże Kości Słoniowej | 0       | 0      | 3       | 3      |

| 26 maja 1995 | Wybrzeże Kości Słoniowej | 0:89 | Szkocja | Olympia Park, Rustenburg Widzów: 20 000 Sędzia: Felise Vito |
| 26 maja 1995 | G. Hastings 44 (4P 9pd 2K) Logan 10 (2P) Walton 10 (2P) Burnell 5 (P) Chalmers 5 (P) Shiel 5 (P) Stanger 5 (P) Wright 5 (P) | 0:89 |         | Olympia Park, Rustenburg Widzów: 20 000 Sędzia: Felise Vito |

| 26 maja 1995 | Francja                                                               | 38:10 | Tonga                              | Loftus Versfeld Stadium, Pretoria Widzów: 25 000 Sędzia: Steve Lander |
| 26 maja 1995 | Lacroix 25 (2P 3pd 3K) Hueber 5 (P) Saint-André 5 (P) Delaigue 3 (dg) | 38:10 | Vaʻenuku 5 (P) Tuʻipulotu 5 (pd K) | Loftus Versfeld Stadium, Pretoria Widzów: 25 000 Sędzia: Steve Lander |

| 30 maja 1995 | Francja | 54:18 | Wybrzeże Kości Słoniowej                     | Olympia Park, Rustenburg Widzów: 17 000 Sędzia: Han Moon-soo |
| 30 maja 1995 | Lacroix 20 (2P 2pd 2K) Accoceberry 5 (P) Benazzi 5 (P) Costes 5 (P) Saint-André 5 (P) Téchoueyres 5 (P) Viars 5 (P) Deylaud 4 (2pd) | 54:18 | Kouassi 8 (pd 2K) Camara 5 (P) Soulama 5 (P) | Olympia Park, Rustenburg Widzów: 17 000 Sędzia: Han Moon-soo |

| 30 maja 1995 | Szkocja                                                 | 41:5 | Tonga           | Loftus Versfeld Stadium, Pretoria Widzów: 21 000 Sędzia: Barry Leask |
| 30 maja 1995 | G. Hastings 31 (P pd 8K) S. Hastings 5 (P) Peters 5 (P) | 41:5 | Fenukitau 5 (P) | Loftus Versfeld Stadium, Pretoria Widzów: 21 000 Sędzia: Barry Leask |

| 3 czerwca 1995 | Wybrzeże Kości Słoniowej | 11:29 | Tonga                                            | Olympia Park, Rustenburg Widzów: 16 000 Sędzia: Don Reordan |
| 3 czerwca 1995 | Dali 6 (2K) Okou 5 (P)   | 11:29 | Tuʻipulotu 10 (P pd K) Latukefu 5 (P) Otai 5 (P) | Olympia Park, Rustenburg Widzów: 16 000 Sędzia: Don Reordan |

| 3 czerwca 1995 | Francja                          | 22:19 | Szkocja                                 | Loftus Versfeld Stadium, Pretoria Widzów: 40 000 Sędzia: Wayne Erickson |
| 3 czerwca 1995 | Lacroix 17 (pd 5K) Ntamack 5 (P) | 22:19 | G. Hastings 14 (pd 4K) Wainwright 5 (P) | Loftus Versfeld Stadium, Pretoria Widzów: 40 000 Sędzia: Wayne Erickson |

## Faza Pucharowa
|  |                                       |                   |                                 |                                 |    |                   |                                       |                                       |                                       |                                       |                   |       |       |
|  | Ćwierćfinały                          | Ćwierćfinały      | Ćwierćfinały                    |                                 |    | Półfinały         | Półfinały                             | Półfinały                             |                                       |                                       | Finał             | Finał | Finał |
|  | Ćwierćfinały                          | Ćwierćfinały      | Ćwierćfinały                    |                                 |    | Półfinały         | Półfinały                             | Półfinały                             |                                       |                                       | Finał             | Finał | Finał |
|  | 10 czerwca - Ellis Park, Johannesburg |                   |                                 |                                 |    |                   |                                       |                                       |                                       |                                       |                   |       |       |
|  |                                       |                   |                                 |                                 |    |                   |                                       |                                       |                                       |                                       |                   |       |       |
|  | Południowa Afryka                     | Południowa Afryka | 42                              |                                 |    |                   |                                       |                                       |                                       |                                       |                   |       |       |
|  | Południowa Afryka                     | Południowa Afryka | 42                              | 17 czerwca - Kings Park, Durban |    |                   |                                       |                                       |                                       |                                       |                   |       |       |
|  | Samoa Zachodnie                       | Samoa Zachodnie   | 14                              |                                 |    |                   |                                       |                                       |                                       |                                       |                   |       |       |
|  | Samoa Zachodnie                       | Samoa Zachodnie   | 14                              |                                 |    | Południowa Afryka | Południowa Afryka                     | 19                                    |                                       |                                       |                   |       |       |
|  | 10 czerwca - Kings Park, Durban       |                   |                                 |                                 |    | Południowa Afryka | Południowa Afryka                     | 19                                    |                                       |                                       |                   |       |       |
|  |                                       |                   | Francja                         | Francja                         | 15 |                   |                                       |                                       |                                       |                                       |                   |       |       |
|  | Francja                               | Francja           | Francja                         | Francja                         | 15 | 26                |                                       |                                       |                                       |                                       |                   |       |       |
|  | Francja                               | Francja           |                                 |                                 |    | 26                | 24 czerwca - Ellis Park, Johannesburg |                                       |                                       |                                       |                   |       |       |
|  | Irlandia                              | Irlandia          | 12                              |                                 |    |                   |                                       |                                       |                                       |                                       |                   |       |       |
|  | Irlandia                              | Irlandia          | 12                              |                                 |    | Południowa Afryka | Południowa Afryka                     | 15                                    |                                       |                                       |                   |       |       |
|  | 11 czerwca - Newlands, Kapsztad       |                   |                                 |                                 |    | Południowa Afryka | Południowa Afryka                     | 15                                    |                                       |                                       |                   |       |       |
|  |                                       |                   | Nowa Zelandia                   | Nowa Zelandia                   | 12 |                   |                                       |                                       |                                       |                                       |                   |       |       |
|  | Anglia                                | Anglia            | Nowa Zelandia                   | Nowa Zelandia                   | 12 | 25                |                                       |                                       |                                       |                                       |                   |       |       |
|  | Anglia                                | Anglia            | 18 czerwca - Newlands, Kapsztad |                                 |    | 25                |                                       |                                       |                                       |                                       |                   |       |       |
|  | Australia                             | Australia         | 22                              |                                 |    |                   |                                       |                                       |                                       |                                       |                   |       |       |
|  | Australia                             | Australia         | 22                              |                                 |    | Anglia            | Anglia                                | 29                                    | Mecz o 3. miejsce                     | Mecz o 3. miejsce                     | Mecz o 3. miejsce |       |       |
|  | 11 czerwca, Loftus Versfeld, Pretoria |                   |                                 |                                 |    | Anglia            | Anglia                                | 29                                    | Mecz o 3. miejsce                     | Mecz o 3. miejsce                     | Mecz o 3. miejsce |       |       |
|  |                                       |                   | Nowa Zelandia                   | Nowa Zelandia                   | 45 |                   |                                       | 22 czerwca, Loftus Versfeld, Pretoria | 22 czerwca, Loftus Versfeld, Pretoria | 22 czerwca, Loftus Versfeld, Pretoria |                   |       |       |
|  | Szkocja                               | Szkocja           | Nowa Zelandia                   | Nowa Zelandia                   | 45 | 30                |                                       | 22 czerwca, Loftus Versfeld, Pretoria | 22 czerwca, Loftus Versfeld, Pretoria | 22 czerwca, Loftus Versfeld, Pretoria |                   |       |       |
|  | Szkocja                               | Szkocja           |                                 |                                 |    |                   |                                       | Francja                               | Francja                               | 19                                    |                   |       |       |
|  | Nowa Zelandia                         | Nowa Zelandia     | 48                              |                                 |    |                   |                                       |                                       | Francja                               | 19                                    |                   |       |       |
|  | Nowa Zelandia                         | Nowa Zelandia     | 48                              |                                 |    |                   |                                       | Anglia                                | Anglia                                | 9                                     |                   |       |       |
|  |                                       |                   |                                 |                                 |    |                   |                                       |                                       | Anglia                                | 9                                     |                   |       |       |

### Ćwierćfinały
| 10 czerwca 1995 | Francja                                            | 36:12 | Irlandia       | Kings Park Stadium, Durban Widzów: 18 000 Sędzia: Ed Morrison |
| 10 czerwca 1995 | Lacroix 26 (pd 8K) Saint-André 5 (P) Ntamack 5 (P) | 36:12 | Elwood 12 (4K) | Kings Park Stadium, Durban Widzów: 18 000 Sędzia: Ed Morrison |

| 10 czerwca 1995 | Południowa Afryka                                                | 42:14 | Samoa Zachodnie                                   | Ellis Park, Johannesburg Widzów: 52 000 Sędzia: Jim Fleming |
| 10 czerwca 1995 | Williams 20 (4P) Johnson 12 (3pd 2K) Andrews 5 (P) Rossouw 5 (P) | 42:14 | Nuʻualiʻitia 5 (P) Tatupu 5 (P) Faʻamasin 4 (2pd) | Ellis Park, Johannesburg Widzów: 52 000 Sędzia: Jim Fleming |

| 11 czerwca 1995 | Anglia                                  | 25:22 | Australia                     | Newlands Stadium, Kapsztad Widzów: 30 000 Sędzia: David Bishop |
| 11 czerwca 1995 | Andrew 20 (pd dg 5K) T. Underwood 5 (P) | 25:22 | Lynagh 17 (pd 5K) Smith 5 (P) | Newlands Stadium, Kapsztad Widzów: 30 000 Sędzia: David Bishop |

| 11 czerwca 1995 | Nowa Zelandia                                                                  | 48:30 | Szkocja                                                | Loftus Versfeld Stadium, Pretoria Widzów: 20 000 Sędzia: Derek Bevan |
| 11 czerwca 1995 | Mehrtens 23 (P 6pd 2K) Little 10 (2P) Bunce 5 (P) Fitzpatrick 5 (P) Lomu 5 (P) | 48:30 | G. Hastings 15 (3pd 3K) Weir 10 (2P) S. Hastings 5 (P) | Loftus Versfeld Stadium, Pretoria Widzów: 20 000 Sędzia: Derek Bevan |

### Półfinały
| 17 czerwca 1995 | Południowa Afryka                | 19:15 | Francja         | Kings Park Stadium, Durban Widzów: 50 000 Sędzia: Derek Bevan |
| 17 czerwca 1995 | Stransky 14 (pd 4K) Kruger 5 (P) | 19:15 | Lacroix 15 (5K) | Kings Park Stadium, Durban Widzów: 50 000 Sędzia: Derek Bevan |

| 18 czerwca 1995 | Anglia                                              | 29:45 | Nowa Zelandia                                                                    | Newlands Stadium, Kapsztad Widzów: 50 000 Sędzia: Stephen Hilditch |
| 18 czerwca 1995 | Carling 10 (2P) Andrew 9 (3pd K) R. Underwood 5 (P) | 29:45 | Lomu 20 (4P) Mehrtens 12 (3pd dg K) Bachop 5 (P) Kronfeld 5 (P) Z. Brooke 3 (dg) | Newlands Stadium, Kapsztad Widzów: 50 000 Sędzia: Stephen Hilditch |

### Mecz o trzecie miejsce
| 22 czerwca 1995 | Francja                                   | 19:9 | Anglia        | Loftus Versfeld Stadium, Pretoria Widzów: 45 000 Sędzia: David Bishop |
| 22 czerwca 1995 | Lacroix 9 (3K) Ntamack 5 (P) Roumat 5 (P) | 19:9 | Andrew 9 (3K) | Loftus Versfeld Stadium, Pretoria Widzów: 45 000 Sędzia: David Bishop |

### Finał
| 24 czerwca 199513:30 UTC+2:00 | Południowa Afryka    | 15:12 (pd.)(9:6, 12:12) | Nowa Zelandia       | Ellis Park, Johannesburg Widzów: 65 000 Sędzia: Ed Morrison |
| 24 czerwca 199513:30 UTC+2:00 | Stransky 15 (2dg 3K) | 15:12 (pd.)(9:6, 12:12) | Mehrtens 12 (dg 3K) | Ellis Park, Johannesburg Widzów: 65 000 Sędzia: Ed Morrison |